# Runowo (powiat wągrowiecki)
Runowo – wieś w Polsce położona w województwie wielkopolskim, w powiecie wągrowieckim, w gminie Wągrowiec. 
| SIMC    | Nazwa     | Rodzaj                 |
| ------- | --------- | ---------------------- |
| 0532139 | Jakubowo  | część wsi (do 2022 r.) |
| 0532145 | Runowskie | część wsi (do 2022 r.) |
| 0532151 | Runówko   | część wsi (do 2023 r.) |

W Runowie istnieje Ochotnicza Straż Pożarna.
W latach 1975–1998 miejscowość należała administracyjnie do województwa pilskiego.